# Korporation
Korporationen (lateinisch corpus „Körper“) stellen historische Vorläufer moderner Organisationen dar. Sie fungierten seit dem Spätmittelalter als Einrichtungen, die neue Kenntnisse und Fertigkeiten in die Gesellschaft trugen. Dies vollzog sich im Rahmen religiöser Orden bzw. Bruderschaften, Städten, Universitäten und Berufen. Einzelne Korporationen bildeten sich aus freiwilligen Verbindungen männlicher Personen, die sich durch Sachkompetenz hervortaten. Für die Gründung von Korporationen war die Genehmigung von dazu berechtigten geistlichen und politischen Institutionen erforderlich.

## Gesellschaftsstruktur
Als Korporationen bzw. korporative Akteure bezeichnet man inzwischen juristische Personen, die die Interessen ihrer Gründer, d. h. natürlicher Personen verfolgen. Beide „Personen“ zusammen wirken auf gesellschaftliche Strukturen ein. Beide sind voneinander abhängig, was zusammen mit gesellschaftlichen Veränderungen neuartige soziale Strukturen entstehen lässt.
Im Zuge der Auflösung der gottgegebenen Gesellschaftsordnung des Mittelalters geriet der Platz jedes Einzelnen ins Wanken, so James Coleman. Es steigerte sich die Bedeutung des Individuums und der Wunsch nach dessen Wirksamkeit wuchs. Korporationen waren die autonomen, von unten steuerbaren Gebilde, die es Einzelnen ermöglichten, wollen, handeln, verhandeln und Beziehungen knüpfen zu können.

## Berufswesen
Berufe konnten in Korporationen organisiert werden. So z. B. akademische Berufe wie Juristen, Mediziner, Geistliche und Berufstätigkeiten in Handwerk und Handel. Die akademischen Korporationen waren im weitesten Sinne unter dem Dach der Universitäten vereinigt. Es war das gelehrte, institutionalisierte Wissen, das sie von denen des Handwerks und Handels unterschied. Die akademischen Korporationen erhielten deswegen den Ruf im Interesse der Sache, unabhängig von persönlichen Interessen zu handeln.
Die Zunahme von Korporationen und die Freizügigkeit ihrer Gründungen waren in der westlichen Welt unterschiedlich. Sie entwickelten sich überall zu Grundelementen des Sozialgefüges und trugen zur Demokratisierung bei.
Im Lauf der Zeit wurden aus Korporationen anstelle von Verbindungen zwischen Personen solche zwischen Positionen: Personen füllen zwar Positionen aus, Positionen sind aber nicht an Personen gebunden.

## Studentenwesen
Für das Bildungsbürgertum hatten von 1870 bis ins 20. Jahrhundert studentische Korporationen die Funktion eine Grundhaltung weiterzutragen, die als deutsch-national charakterisiert werden kann. Akademiker, die in diesem Zeitraum ihre Examen ablegten, prägten in hohem Maße die Gesellschaft und Politik der Zeit.
Studentenkorporationen verpflichteten sich, ihre Mitglieder zu einem ehrenhaften und sittlichen Leben anzuhalten, ihr wissenschaftliches Interesse zu fördern und unter ihnen Freundschaft und Geselligkeit zu ermöglichen. Im Laufe der Zeit wurden die Statuten erweitert: Am „Ende des Kaiserreiches [waren] für jeden Lebensbereich, für jede Veranstaltung und alle Eventualitäten Vorschriften und festgelegte Strafen für die Nichtbeachtung des Reglements vorhanden …“

## Nutzungsgenossenschaften
In der Schweiz werden auch Wald-, Flur-, Weide- (vgl. Bergschaft) und ähnliche Nutzungsgenossenschaften als Korporationen bezeichnet. In den meisten Kantonen sind sie gemäß den Bestimmungen des Schweizerischen Zivilgesetzbuches (ZGB; Art. 52 ff.) und der kantonalen Einführungsgesetze zum Schweizerischen Zivilgesetzbuch (z. B. zürcherisches EG ZGB §§ 48–56) privatrechtlich organisiert.
In der Innerschweiz, in Glarus und in St. Gallen können Korporationen dagegen auch öffentlich-rechtlich anerkannte gemeindeähnliche Körperschaften sein, deren Aufgabe in der Verwaltung von Korporationsgütern (Wald, Allmend, Alp), im kulturellen Sektor (Bibliotheken) oder in öffentlichen Dienstleistungen (Wasserversorgung, Strassenbeleuchtung) besteht. Sie gehen teilweise noch auf vorstaatliche Organisationsformen zurück und können damit älter als die Kantone selbst sein. Über 900 Jahre alt dürfte beispielsweise die Oberallmeindkorporation Schwyz sein; jedenfalls berichtet 1114 ein früher Chronist von Auseinandersetzungen zwischen der Allmeind und dem Kloster Einsiedeln. Zu diesen öffentlich-rechtlichen Korporationen siehe den Artikel Korporationsgemeinde.